# Eucomis montana
Eucomis montana är en sparrisväxtart som beskrevs av Robert Harold Compton. Eucomis montana ingår i släktet tofsliljor, och familjen sparrisväxter. Inga underarter finns listade i Catalogue of Life.

## Bildgalleri

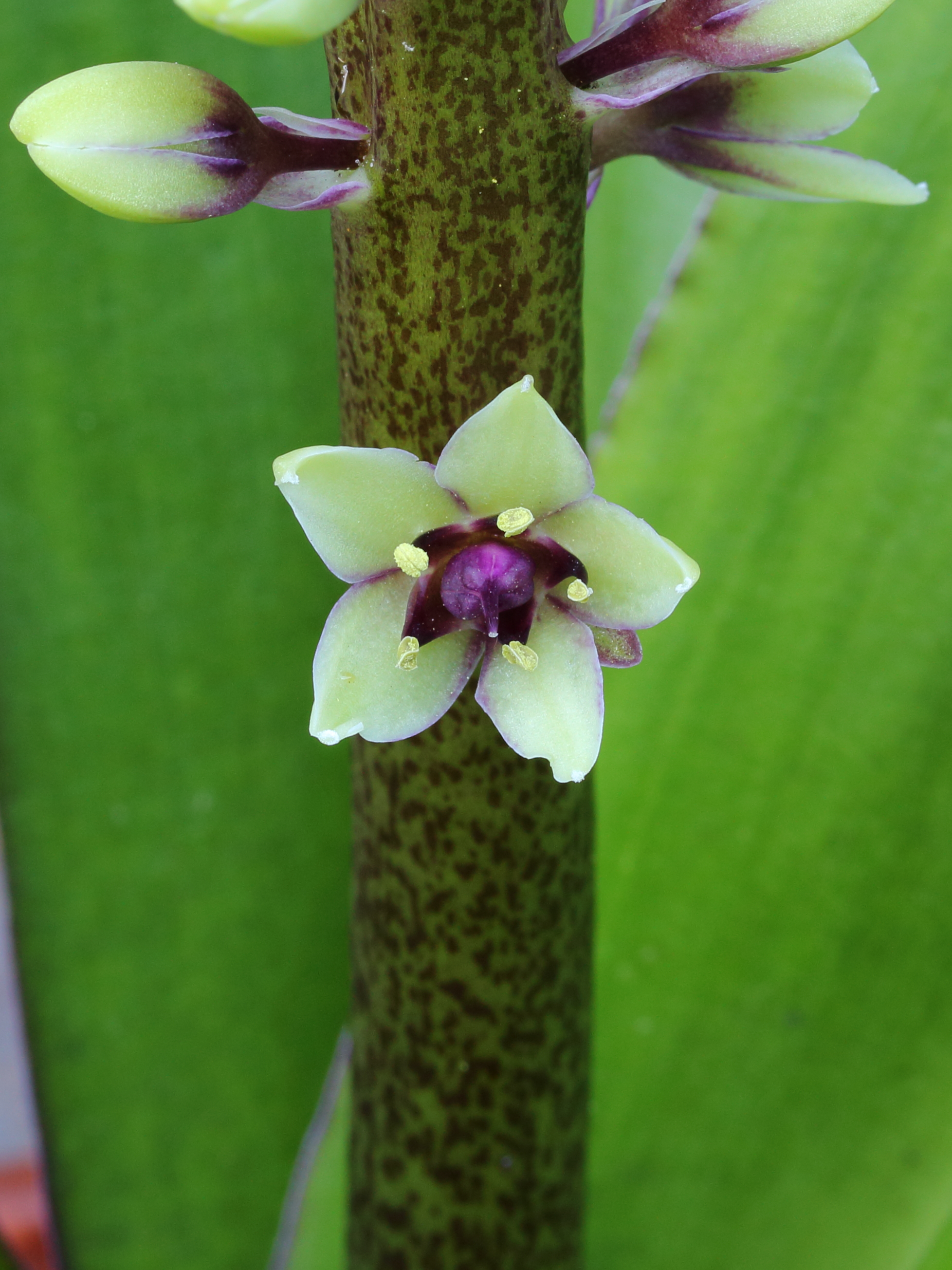
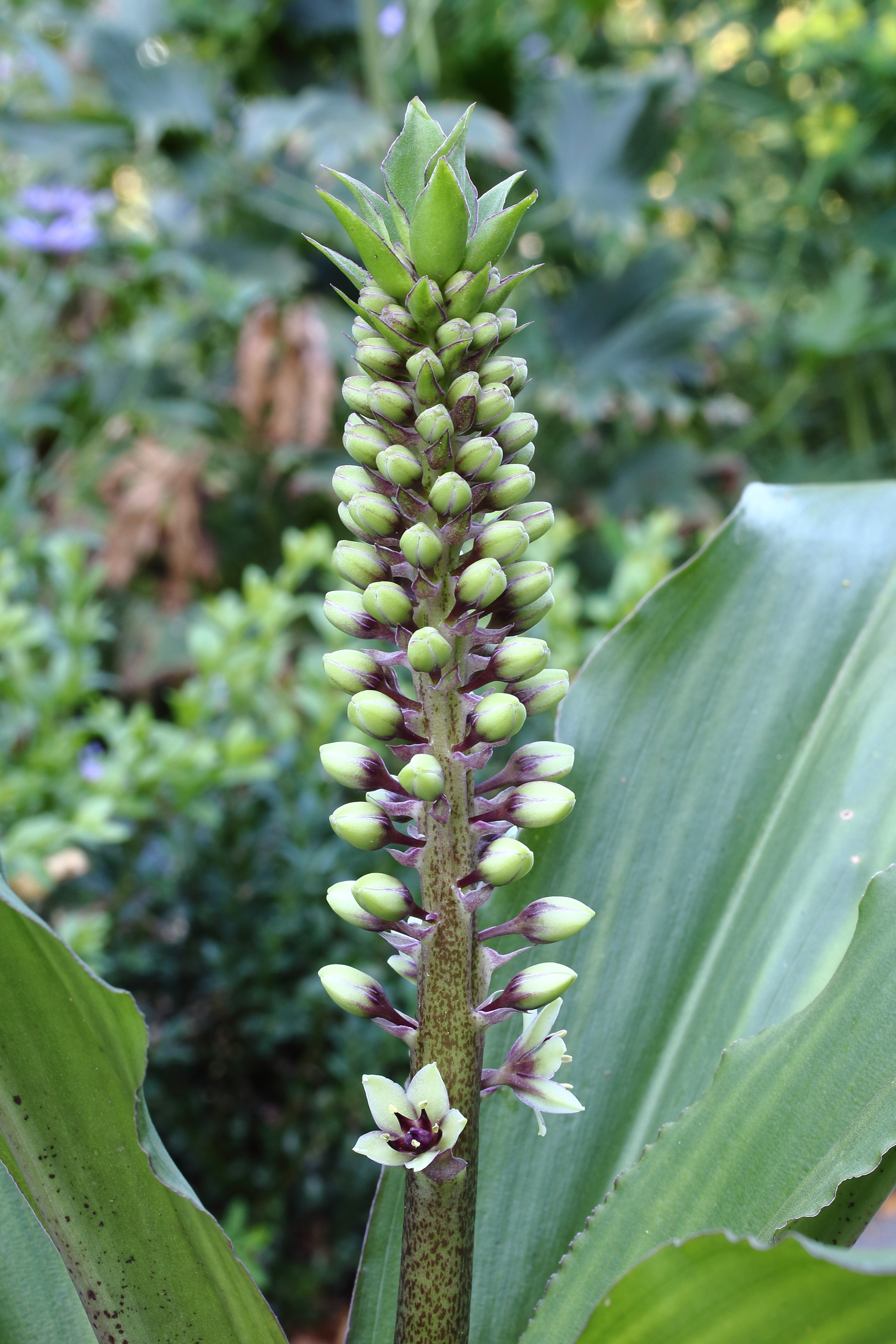